# رود گلین
 رود گلین یک رود در حوضه آبریز دریاچه نمک در استان البرز ایران است که از البرز سرچشمه می‌گیرد. این رود در ارتفاع ۱۳۵۸ متری واقع شده است.